# Кордун (Мехедінць)
Кордун (рум. Cordun) — село у повіті Мехедінць в Румунії. Входить до складу комуни Коркова.
Село розташоване на відстані 243 км на захід від Бухареста, 30 км на схід від Дробета-Турну-Северина, 73 км на північний захід від Крайови.

## Населення
За даними перепису населення 2002 року у селі проживали 677 осіб, усі — румуни. Рідною мовою 676 осіб (99,9%) назвали румунську.